# Institut français de Budapest
L'Institut français de Budapest (Hongrie) a été fondé en 1947, sous le patronage de l'Université de Paris, à un moment qui semblait favorable à l'établissement de rapports bilatéraux. Il était alors situé rue István Ferenczy dans le Ve arrondissement. Mais la situation politique de la Hongrie d'après guerre l'oblige d'abord à se cantonner au domaine scientifique.
Organisme jusque-là surtout orienté vers les milieux intellectuels, son installation en 1961 rue Szegfü, dans le VIe arrondissement, lui permet d'accueillir un public plus large. L'institut s'engage alors dans une voie moins élitiste en multipliant conférences et projections cinématographiques, et en ouvrant son lieu d'exposition aux artistes hongrois et français dont l'écho est important. 
Peu à peu des rapports directs avec les partenaires culturels hongrois sont noués, et les obstacles à une fréquentation plus large des activités s'atténuent. L'exiguïté des locaux et leur caractère peu fonctionnel n'en apparaissent que plus manifestes.
En 1992, deux ans après le rétablissement de la démocratie en Hongrie, l'installation de l'Institut dans un bâtiment créé pour lui par l'architecte Georges Maurios, au pied de la colline historique de Buda et sur les bords du Danube, lui permet d'emblée d'affirmer pleinement sa vocation et à la coopération culturelle entre les deux pays de s'épanouir.
Honoré du "Prix 2001 de la Ville de Budapest", l'Institut français est devenu un partenaire incontournable de la vie culturelle de la capitale hongroise. En effet, la qualité du partenariat mis en place, alliant mécénat privé et financement public, entreprises françaises et franco-hongroises, a contribué à la réalisation de grands projets artistiques et à donner une image de la France positive et dynamique. 

## Les missions
- Médiathèque : la médiathèque de l'Institut français de Budapest est un outil de culture, de formation et d'information sur la France contemporaine. Ses collections multimédias comprennent plus de 42 000 documents consultables sur place ou à domicile. Sur trois niveaux, les collections donnent accès à tous les domaines de la connaissance. Elle offre 70 places assises, six postes de consultation du catalogue avec accès à internet, la possibilité d'effectuer des photocopies et des impressions, ainsi qu'un espace destiné au jeune public.
- Cours de français : le français, langue officielle d'une quarantaine de pays et de la plupart des institutions internationales, est enseigné dans des conditions optimales par une équipe de trente professeurs à 2 500 élèves par an. Les cours de français sont dispensés au sein de l'Institut français de Budapest, mais aussi dans les entreprises, dans la plupart des institutions gouvernementales ainsi qu’à l'Université de défense. Enfin, le centre d'auto-apprentissage et un centre d'examens internationaux de français assurent l'apprentissage à la carte du français général et de spécialité, ainsi que l'initiation au hongrois grâce à des méthodes recommandées par le Conseil de l'Europe.
- Action culturelle : arts plastiques, musique, cinéma, édition, théâtre, design… Depuis plus de 10 ans, l'Institut français de Budapest, outil privilégié du service de coopération et d’action culturelle de l’Ambassade, qu’il héberge également, met en valeur le patrimoine culturel ainsi que la création française dans toute leur diversité et permet une diffusion à un large public aussi bien dans ses murs que dans les nombreux espaces culturels et festivals à Budapest et en province, avec lesquels il a institué un véritable partenariat.
- Coopération éducative et linguistique : en relation avec le ministère hongrois de l'Éducation, la coopération linguistique vise à assurer la qualité de l'enseignement du français en Hongrie à tous les niveaux. La coopération éducative participe à l'expertise et à l'accompagnement de la réforme des cursus et des diplômes, et à la formation de traducteurs et interprètes. Avec le ministère de la Jeunesse et l'Office des Sports, elle favorise les échanges et rencontres entre les jeunes dans le cadre d'activités sportives ou culturelles.
- Rayonnement universitaire et scientifique : le service scientifique est notamment chargé de promouvoir les coopérations entre universités hongroises et françaises, et les échanges et mobilités des professeurs et étudiants. Un autre volet de ses activités est la veille scientifique, ainsi que l'organisation de manifestations destinées à mieux faire connaître la science et la technologie françaises en Hongrie.